# Oneiric Diary
Oneiric Diary (幻想日記) è il terzo EP del girl group sudcoreano Iz*One, pubblicato nel 2020.

## Tracce
1. Welcome (Intro) – 1:25
2. Secret Story of the Swan (환상동화) – 3:12
3. Pretty – 3:19
4. Merry-Go-Round (회전목마) – 3:00
5. Rococo – 3:13
6. With*One – 3:39
7. Secret Story of the Swan (Japanese Ver.) (幻想童話) – 3:12
8. Merry-Go-Round (Japanese Ver.) – 3:00

## Classifiche
| Classifica (2020) | Posizione massima |
| ----------------- | ----------------- |
| Corea del Sud     | 2                 |